# Temperatura barwowa

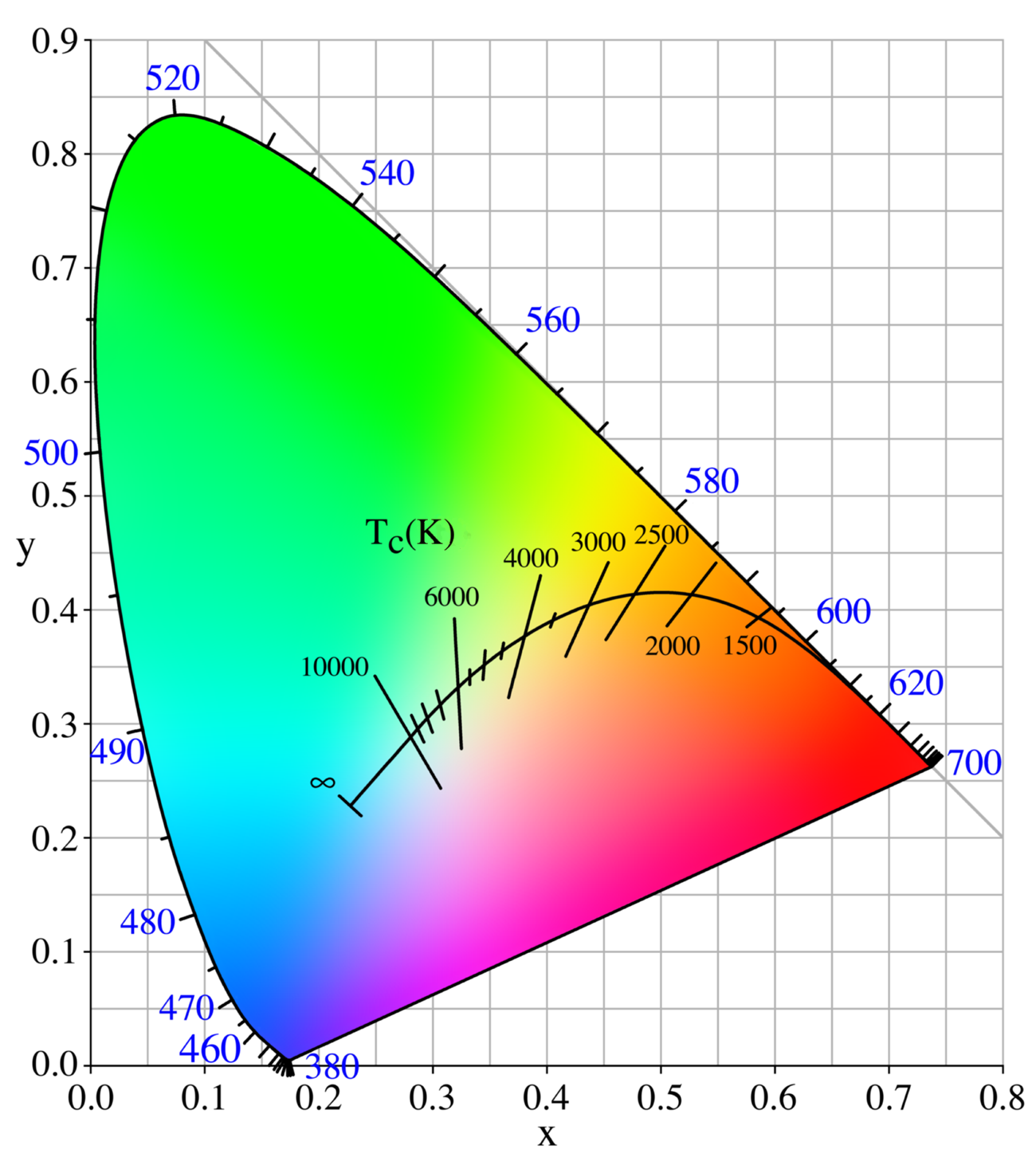
Linia ciągła – promieniowanie ciała doskonale czarnego

Barwa światła emitowanego przez ciało doskonale czarne. Skala nie uwzględnia jasności świecenia.

Temperatura barwowa – temperatura ciała doskonale czarnego, w której wysyła ono promieniowanie tej samej chromatyczności, co promieniowanie rozpatrywane. Innymi słowy, jest to obiektywna miara wrażenia barwy danego źródła światła, np.:
- 1800 K – barwa światła świeczki[1]
- 2000 K – barwa lampy sodowej (CRI=10-20)[2][3]
- 2700 K – barwa klasycznej żarówki produkcji polskiej[4]
- 2800 K – barwa energooszczędnej[5] żarówki halogenowej (CRI=100) produkcji niemieckiej (ciepłobiała)[6]
- 3000 K – wschód i zachód Słońca[7]
- 3000 K – barwa żarówki halogenowej 12V 50W[8]
- 3000 K – barwa profesjonalnego oświetlenia LED (CRI=95)[9] w Rijksmuseum w Amsterdamie
- 3200 K – barwa światła żarowego lamp studyjnych
- 3300 K – 4000K - barwa biała neutralna
- 4000 K – barwa biała
- 4000 K – barwa profesjonalnego oświetlenia halogenowego w latach 90. XX wieku w The National Gallery w Londynie[10]
- 5000 K – barwa chłodnobiała
- 5500 K – barwa lampy błyskowej[11]
- 6500 K – barwa dzienna – zimna[12]
- 10000-15000 K – barwa czystego niebieskiego nieba
- 28000-30000 K – błyskawica

W astronomii określenie temperatura barwowa (inaczej: temperatura barwna, temperatura barwy lub temperatura kolorowa) wykorzystuje się do scharakteryzowania promieniowania gwiazdy, gdy nie znamy dokładnie całego widma promieniowania i temperaturę gwiazdy wyznaczamy w sposób przybliżony w oparciu o wskaźnik barwy lub w przypadku, gdy kształt widma promieniowania gwiazdy przypomina kształt widma ciała doskonale czarnego, ale ma inną normalizację emisyjności z jednostki powierzchni, niż funkcja Plancka.